# Jerzy Ustupski
Jerzy Ustupski   (Zakopane, 1 d'abril de 1911 - Zakopane, 25 d'octubre de 2004) fou un remer polonès que va competir durant les dècades de 1930 i 1940.
El 1936 va prendre part en els Jocs Olímpics de Berlín on, fent parella amb Roger Verey, guanyà la medalla de bronze en la prova del doble scull del programa de rem. En el seu palmarès també destaquen dues medalles al Campionat d'Europa de rem, una d'or i una de bronze, i sis títols nacionals.
Durant la Segona Guerra Mundial va formar part de l'Armia Krajowa i va lluitar en l'aixecament de Varsòvia de 1944. El 1948 fou escollit alcalde de Zakopane. Va ser condecorat amb la Creu al Valor, Warszawski Krzyż Powstańczy i l'Orde Polònia Restituta.